# 樓閣

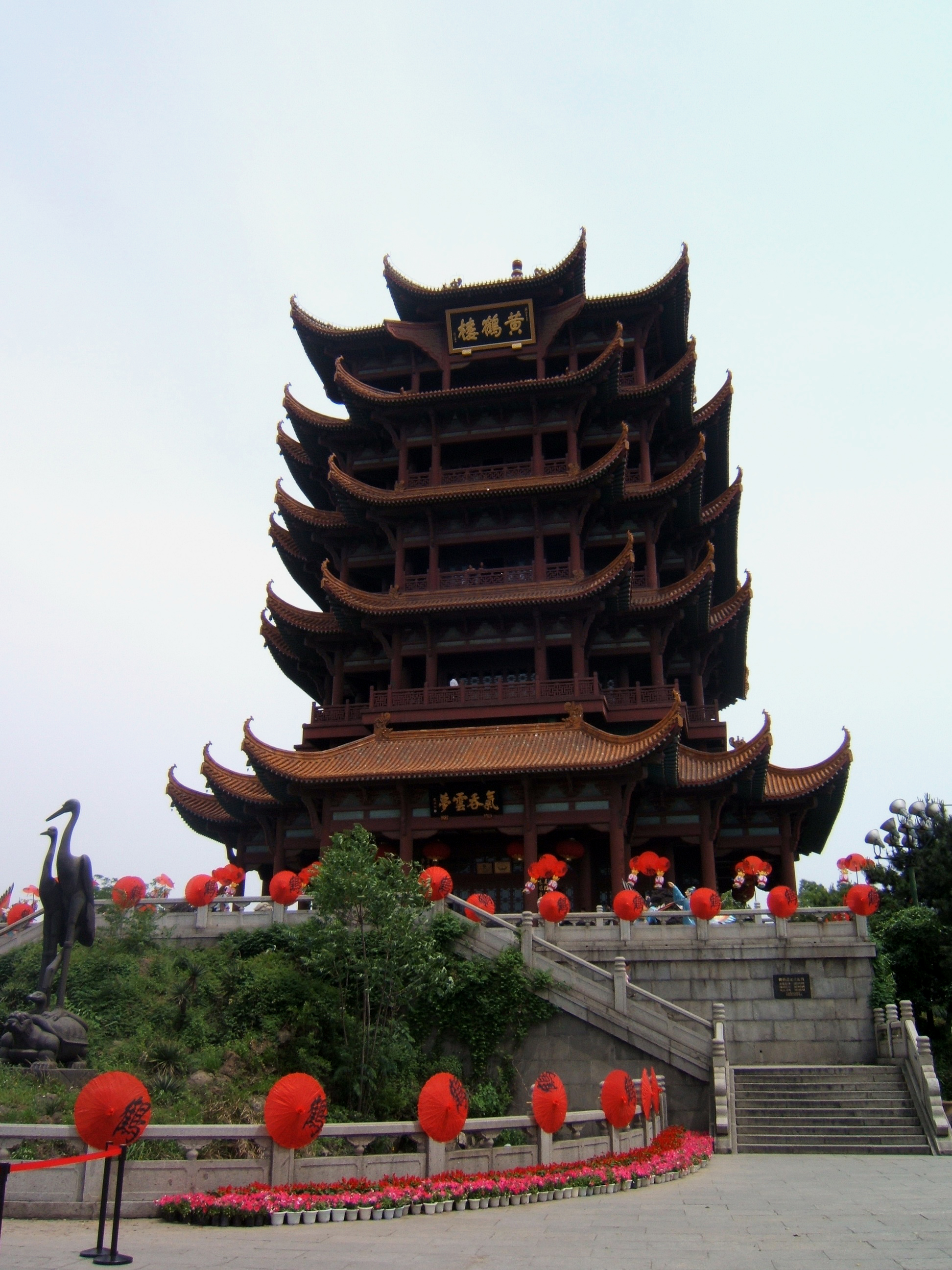
黃鶴樓

樓閣是東亞傳統建築的一類，為多層建築物，多建於園林中風景優美的地方，或水陸交通樞紐。樓的空間較大，一般官宦之家設宴迎迓嘉賓，或給朋友餞別，多在樓進行。加上樓是較高的建築物，所以往往成為騷人墨客登高臨遠，緬懷故國，抒發鄉愁的地方。又因為在樓上視野廣闊，人們都喜歡登上高樓，抒發懷抱。「登樓」便成為文學作品中經常出現的題材，如杜甫《登樓》、崔顥《黃鶴樓》、王之渙《登鸛鵲樓》、范仲淹《岳陽樓記》、李白《黃鶴樓送孟浩然之廣陵》、王勃《滕王阁序》。閣有時與樓混用，有專指在建築物上另外高出來的建築物。當中最著名樓閣有黃鶴樓、岳陽樓、滕王閣、鸛雀樓，合稱四大名樓。

## 延伸阅读
[在维基数据编辑]
 《欽定古今圖書集成·經濟彙編·考工典·樓部》，出自陈梦雷《古今圖書集成》